# Fernando Verdasco
Fernando Verdasco (Madrid, Španjolska, 15. listopada 1983.), španjolski tenisač.
Trenutno drugi najbolje plasirani španjolski tenisač. Tenis je počeo trenirati sa samo četiri godine, a sa samo osam godina dobiva svog osobnog trenera. Najveći uspjesi su mu osvajanje dva turnira (Valencija 2004. i Umag 2008. godine). Na Grand Slam turnirima je najdalje dogurao 2009. godine, ušavši u polufinale Australian Opena, gdje je izgubio od Rafaela Nadala (7:6(4), 4:6, 6:7(2), 7:6(1), 4:6).

## Osvojeni turniri

### Pojedinačno
| Br. | Nadnevak          | Turnir   | Suparnik u finalu | Rezultat         |
| 1.  | 12. travnja 2004. | Valencia | Albert Montañés   | 7–6(5), 6–3      |
| 2.  | 20. srpnja 2008.  | Umag     | Igor Andrejev     | 3–6, 6–4, 7–6(4) |

### Parovi
| Br. | Nadnevak           | Turnir    | U paru sa       | Suparnici u finalu          | Rezultat |
| 1.  | 1. listopada 2004. | Stockholm | Feliciano Lopez | Wayne Arthurs i Paul Hanley | 6-4, 6-4 |

## Vanjske poveznice
- Profil Fernanda Verdasca